# Наследниците 3
„Наследниците 3“ (на английски: Descendants 3) е американски телевизионен филм от 2019 г., и е третата част от поредицата „Наследниците“, след „Наследниците“ (2015) и „Наследниците 2“ (2017). Режисьор е Кени Ортега, сценарият е на Джосан Макгибън и Сара Париот, и във филма участват Дав Камерън, Камерън Бойс, София Карсън, Бубу Стюарт, Шейен Джаксън и Чайна Ан Маклейн. Филмът се излъчи премиерно на Дисни Ченъл на 2 август 2019 г.

## В България
В България филмът е излъчен на 12 октомври 2019 г. по „Дисни Ченъл“ с български нахсинхронен дублаж, записан в студио „Александра Аудио“.